# Rhagoditta corallipes
Espèce
Synonymes
- Rhax corallipes Simon, 1885

Rhagoditta corallipes est une espèce de solifuges de la famille des Rhagodidae.

## Distribution
Cette espèce se rencontre en Tunisie et en Algérie.

## Description
Rhagoditta corallipes mesure 30 mm.

## Publication originale
- Simon, 1885 : Matériaux pour servir à la faune arachnologiques de l'Asie méridionale. I. Arachnides recueillis à Wagra-Karoor près Gundacul, district de Bellary par M. M. Chaper. Bulletin de la Société zoologique de France, vol. 10, p. 1-26 (texte intégral).